# Роберт Фрейн
Роберт Якобус Фрейн (нід. Robert Jacobus Fruin; 11 листопада 1823, Роттердам — 29 січня 1899, Лейден) — нідерландський історик та викладач. Під час викладання в Лейденському університеті став першим хто почав вивчати історію з наукової точки зору.

## Біографія

### Батьки
Роберт народився 11 листопада 1823 року в Роттердамі, в родині англійського походження. Його дід займався виробленням паперу у Ворикширі, втім через фінансові труднощі він вирішив переїхати з родиною до Америки. Опинившись у Роттердамі під час своєї подорожі за океан, вирішив залишитись у Нідерландах.
Батько Роберта працював аптекарем і вважався спокійною, розсудливою та освіченою людиною, мати Роберта належала до відомої в Роттердамі династії аптекарів. Родина належала до середнього класу, а отже могла забезпечити своїм дітям якісну освіту.

### Освіта
Навчаючись в школі Роберт почав цікавитись історією та політикою, читав багато книжок, зокрема про історію давнього Єгипту.
У 1842 почав вивчати філологію в Лейденському університеті та отримав ступінь доктора 18 грудня 1847 року за свою дисертацію про Манефона під назвою De Manethone Sebennytha. Наступні два роки провів намагаючись стати політиком в Утрехті, та займаючись історичними дослідженнями.

### Викладання
У 1850 році став викладачем історії в Лейденській гімназії, одному з найстаріших навчальних закладів Нідерландів.
20 лютого 1860 року Фрейна було призначено професором історії Лейденського університету. В інавгураційній промові під назвою Неупередженість історика (нід. Onpartijdegheid van den geschiedschrijver) яку він виголосив 1 липня того ж року, Фрейн відстоював точку зору, що історик у своїй роботі має бути неупередженим. Він не заперечував, що повна об'єктивність є недосяжним ідеалом, зрештою він був добре знаний своїми переконаннями з багатьох питань, однак наполягав що історики мають враховувати різні точки зору, навіть якщо вони з ними не погоджувались, і об'єктивно висвітлювати їх.
У цьому питанні Фрейн був послідовником Леопольда фон Ранке, яким захоплювався. Фрейн привніс ідеї Ранке до Нідерландської історіографії зробивши її більш науковою.
Лекції Фрейна славились своєю якістю та увагою до деталей, хоча сам Фрейн не був відмінним оратором. Не дивлячись на це, він подобався своїм студентам. Увага до деталей була також притаманною історичним дослідженням професора. Невеликим монографіям він надавав перевагу над великим книгами. Багато зі своїх робіт Фрейнс публікував в журналах De Gids та Nijhoff's Bijdragen. До спеціалізацій Фрейнса належали ранні роки Голландської республіки та період правління Вільгельма III.

### Останні роки
Фрейн залишив посаду професора у 1894 році через тодішнє правило що викладачі не могли бути старше 70 років. У своїй Прощальній промові (нід. Afscheidsrede) яку він виголосив 1 червня 1894 році він вказав на великий поступ що здійснила голландська історіографія за час його роботи. Це відбулось значною мірою завдячуючи Фрейну, втім в промові він цього не згадав. Помер Роберт Фрейн за 5 років після нетривалої хвороби, проживши усе життя холостяком.

## Погляди
Брав активну участь у полеміці довкола конституційної реформи 1848 року проведеної Йоганом Торбеке. Стоячи на ліберальних позиціях Фрейн полемізував зі своїм колегою істориком Гійомом Грун ван Прінстерером який відстоював консервативні погляди. Хоча полеміка була ввічливою, вона поклала початок особистій та професійній неприязній між ними що триватиме все життя.
Полеміка між ними була не лише політичною, а й професійною, Фрейнс критикував Грун ван Прінстерера через його стиль письма який вважав занадто поетичним та художнім. Стиль Грун ван Прінстерера, як і його роботи повпливали американського історика Джона Лотропа Мотлі, чия робота The Rise of the Dutch Republic (укр. Піднесення Голландської республіки) набула великої популярності в Нідерландах. Фрейн позитивно відгукувався про цю роботу Мотлі й значною мірою саме вона підштовхнула Фрейна до написання своєї книги про Голландську революцію та її ключові 10 років. Втім робота над цією працею привела його до висновків повністю відмінних від представлених Мотлі. Свої дослідження він опублікував в книгах Het Voorspel van den Tachtigjarigen oorlog (укр. Пролог до Вісімдесятирічної війни) та Tien jaren uit den Tachtigjarigen oorlog (укр. Десять років з Вісімдесятирічної війни).
У пізнішому відгуку на роботу Мотлі History of the United Netherlands (укр. Історія Об'єднаних Нідерландів), Фрейн критикував його за тенденцію до одностороннього висвітлення історичних подій та його звичку вигадувати історії та події яких ніколи не було.
Об'єктивність була одним з ключових принципів у роботі Фрейна. До прикладу викладаючи історію Нідерландів, його курс завершувався 1795 роком (на той час пройшло трохи більше ніж півстоліття з описуваних подій), оскільки на його думки подальші події ще не можна було об'єктивно аналізувати.
Не дивлячись на Фрейнів послідовний захист принципу неупередженості, він одначе неодноразово займав певну позицію в академічній дискусії. Наприклад він активно полемізував із католицькими ревізіоністськими істориками свого часу захищаючи історичних постатей якими захоплювався, в той час, як ревізіоністи виступали за переосмислення утисків католиків. Не дивлячись на свою позицію, у 1865 він написав статтю Мученики Горкуму (нід. De Gorcumsche martelaren) в якій дослідив звірства скоєні гезами проти католицького духовенства.
Фрейн також був здатен змінювати свої погляди перед лицем фактів. Прикладом цьому слугує його дискусія із генералом та військовим істориком Віллемом Ян Кнопом, щодо питання чи знав Вільгельм III про підписання Німвегенських мирних угод до того як відбулась Битва при Сен-Дені. Фрейн вважав, що Вільгельм казав правду коли клявся що не знав про угоди. Втім поява нових даних що вказували на те що Вільгельм знав про угоду похитнула прихильне ставлення Фрейна до Вільгельма III і в подальших роботах Фрейна була помітна прохолода в ставленні до нього.

## Роботи
До найвідоміших робіт Фрейна належать:
- Десять років з Вісімдесятирічної війни (нід. Tien jaren uit den Tachtigjarigen oorlog)
- Пролог до Вісімдесятирічної війни (нід. Het Voorspel van den Tachtigjarigen oorlog)

Окрім своїх праць, Фрейн також видав 2 збірки джерел:
- Інформація 1514 року (нід. Informacie van 1514) — колекція статистичного матеріалу зібраного владою Бургундії в провінції Голландія в процесі підготовки до податкової реформи[2]
- Аннали Дюссельдорфа (нід. Annalen van Dusseldorp) — відредагована стародавня хроніка[2]